# Шеремет Василь Олександрович
Василь Шеремет (* 21 березня 1949, Ланчин, Станіславська область, УРСР — † 5 березня 2014, Київ, Україна) — учасник, захисник Євромайдану, герой України.

## Життєпис
Проживав і мав сім'ю (трьох синів) у Красній, згодом одружився вдруге у Київській області. У Ланчині в урочищі Мочарка проживає його 93-річна мама.
Василь Шеремет народився у багатодітній сім'ї, в якій було дев'ятеро дітей. «Василя в армію відправляли чужі люди, — пригадує сестра Галина. — У нас не було грошей на їжу. По черзі доводилося ходити до школи, бо взуття на всіх не вистачало».
Перед виходом на пенсію Василь Олександрович працював у пекарні та охоронцем на будівництвах. Останні кілька років проживав у Київській області, де вдруге одружився. У Василя лишилось троє дітей, три онучки та мати.

## На Майдані
«За все своє життя Василь натерпівся різних бід. Але він ніколи не скаржився. У Василя був сумний та вдумливий погляд. Він старався не показувати, як йому бувало тяжко. Я не була здивована, що Василь, попри свій вік, поїхав на Майдан. Він завжди казав: „Тільки Україною ми живемо“. Так вийшло, що за неї він і помер», — пригадує сестра Галина.
18 лютого 2014 року під час сутичок із бійцями «Беркуту» зазнав численних поранень, внаслідок цього помер в одній із київських лікарень.

## Вшанування пам'яті
Похорон відбувся у неділю, 9 березня 2014 року.

### Нагороди
- Звання Герой України з удостоєнням ордена «Золота Зірка» (21 листопада 2014, посмертно) — за громадянську мужність, патріотизм, героїчне відстоювання конституційних засад демократії, прав і свобод людини, самовіддане служіння Українському народу, виявлені під час Революції гідності[2]
- Медаль «За жертовність і любов до України» (УПЦ КП, червень 2015) (посмертно)[3]